# Pratama Arhan
Pratama Arhan, né le 21 décembre 2001 à Blora, est un footballeur international indonésien qui évolue au poste d'arrière gauche.

## Biographie

### Carrière en club
Né à Blora en Indonésie, Pratama Arhan est formé par le PSIS Semarang, où il commence sa carrière professionnelle. Il joue son premier match avec l'équipe première du club le 21 mars 2021, à l'occasion d'une rencontre de Coupe de la ligue contre Barito Putera. Il est titulaire lors de ce match nul 3-3 de son équipe. Il marque ensuite 2 buts dans la compétition, dont il est élu meilleur jeune joueur,.
Début 2022, Arhan est transféré au Tokyo Verdy, club japonais de deuxième division.
Il joue son premier match avec le club de Tokyo le 6 juillet 2022, lors d'une victoire 1-0 contre le Tochigi SC.

### Carrière en sélection
En 2021, Pratama Arhan est convoqué pour la première fois avec l'équipe nationale d'Indonésie. Il honore sa première sélection le 25 mai 2021, à l'occasion d'un match amical contre l'Afghanistan, qui jouait avec une équipe d'expatriés à la suite du coup d'État des talibans. Il entre en jeu à la mi-temps, alors que son équipe s'incline 2-3 à Dubaï,.